# Argyractis berthalis
Argyractis berthalis là một loài bướm đêm trong họ Crambidae.